# Seki Matsunaga
Seki Matsunaga (松永 碩; Prefettura di Shizuoka, 25 giugno 1928 – Setagaya, 4 marzo 2013) è stato un calciatore giapponese, di ruolo attaccante.

## Carriera
Seki Matsunaga esordì nel 1945, a 17 anni, nel Kashiwa Reysol, squadra in cui giocò fino al suo ritiro a 29 anni, a causa dei numerosi infortuni. 
Nel 1951, quando era studente all'Università di Waseda, Seki Matsunaga venne convocato dalla Nazionale del suo Paese per partecipare ai I Giochi asiatici a Nuova Delhi. Giocò il 9 marzo i primi 60 minuti della partita contro l'Afghanistan, vinta 2-0 dal Giappone che poi conquisterà la medaglia di bronzo.
Il 4 marzo 2013, Matsunaga morì per insufficienza respiratoria a Setagaya, Tokyo, a 84 anni d'età.